# Musikbutikken
Musikbutikken var et musikalsk talkshow med Keld Heick som vært, der blev sendt på DR1 fra 1998-2002. Programmet havde ved sin nedlæggelse omkring 600.000 ugentlige seere.
Formatet gik ud på at placere Keld Heick i en kunstig musikbutik med tilhørende torv hvorpå musikalske gæster spillede op til dans, solo og med Keld Heick.
Musikprogrammet er blandt andet blevet gæstet af musikere som Robbie Williams, Basix, David Bowie og Anders Frandsen.